# Ginster
Die Pflanzengattung Ginster (Genista), auch Brambusch oder Brahm genannt, gehört zur Unterfamilie der Schmetterlingsblütler (Faboideae) innerhalb der Familie der Hülsenfrüchtler (Fabaceae). Doch werden auch Arten anderer Gattungen als „Ginster“ (lateinisch Genista und gelegentlich auch genesta) bezeichnet, so ist etwa der Besenginster eine Art der Gattung Geißklee (Cytisus) und der Pfriemenginster eine (monotypische) der Gattung Spartium.

## Beschreibung

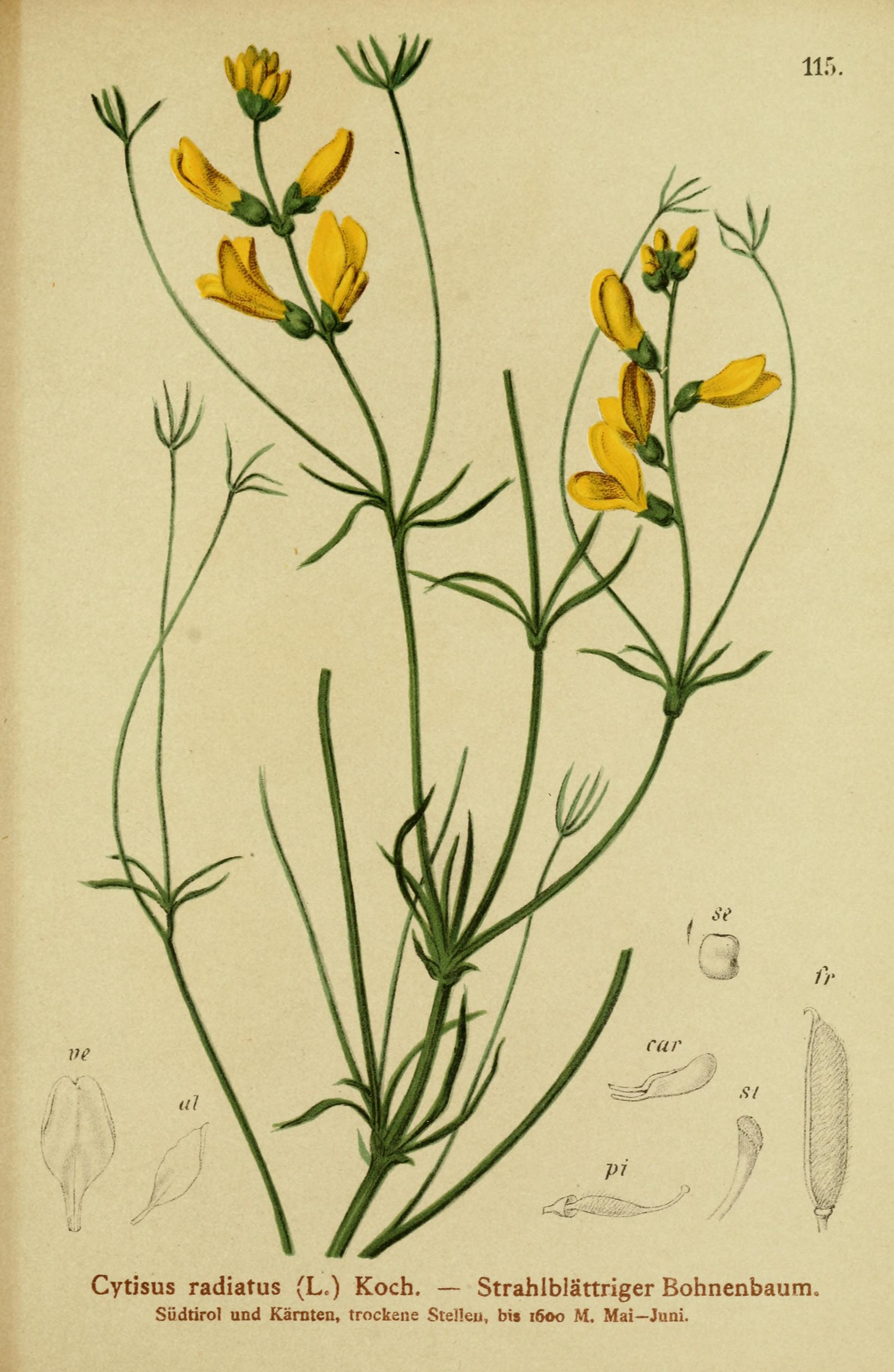
Illustration aus Atlas der Alpenflora, 1882 des Kugel-Ginsters (Genista radiata)

### Vegetative Merkmale
Ginster-Arten wachsen als Sträucher oder Halbsträucher und erreichen je nach Art Wuchshöhen von 0,5 bis zu 2 Metern. Eine Ausnahme bildet der Ätna-Ginster (Genista aetnensis), er kann bis 5 Meter hoch werden. Die Genista-Arten bilden im Alter eine Pfahlwurzel aus. Sie besitzen häufig rutenförmige Zweige, die oft bewehrt sind.
Die wechselständig angeordneten Laubblätter sind ungeteilt oder dreizählig und fallen oft früh ab. Es sind höchstens kleine Nebenblätter erkennbar; meist sind sie zu einer Verdickung, dem Pulvinus, umgewandelt.
Die Blühzeit der meisten Ginsterarten beginnt Ende Mai und reicht bis in den Sommer hinein.

### Generative Merkmale

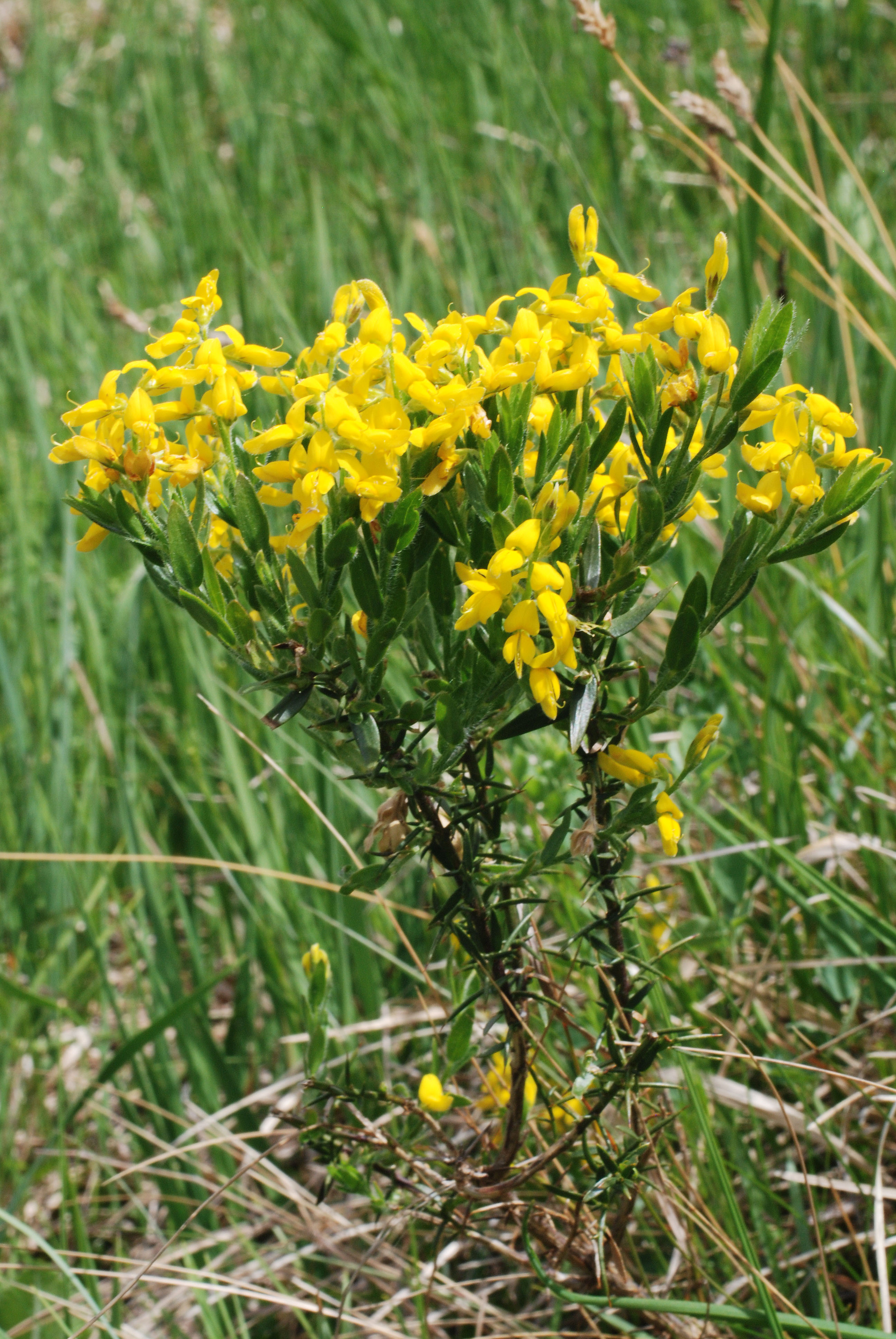
Deutscher Ginster (Genista germanica)

Die Blüten stehen selten einzeln in den Blattachseln, manchmal stehen einige Blüten in den Blattachseln zusammen, meist sind viele Blüten in endständigen, köpfchenförmigen oder traubigen Blütenständen angeordnet. Die Blüten stehen meist über einem Tragblatt und zwei Deckblättern. Es sind Blütenstiele vorhanden.
Die zwittrigen Blüten sind zygomorph und fünfzählig mit doppelter Blütenhülle. Die fünf Kelchblätter sind kurz zweilippig verwachsen; die Oberlippe endet in zwei und die Unterlippe in drei Kelchzähnen. Die Blütenkrone besitzt die typische Form einer Schmetterlingsblüte. Die fünf kahlen oder behaarten Kronblätter sind meist gelb. Es sind zehn Staubblätter vorhanden. Das einzige Fruchtblatt ist kahl oder behaart.
Die kahlen oder behaarten, im Umriss eiförmigen oder linealisch-länglichen Hülsenfrüchte öffnen sich bei Reife oder bleiben geschlossen und enthalten einen bis viele (bis zu 30) Samen. Die Samen sind meist kleiner als 3, selten bis zu 3,8 Millimeter groß.
Die Chromosomengrundzahl beträgt x = 9, 10 oder 12.

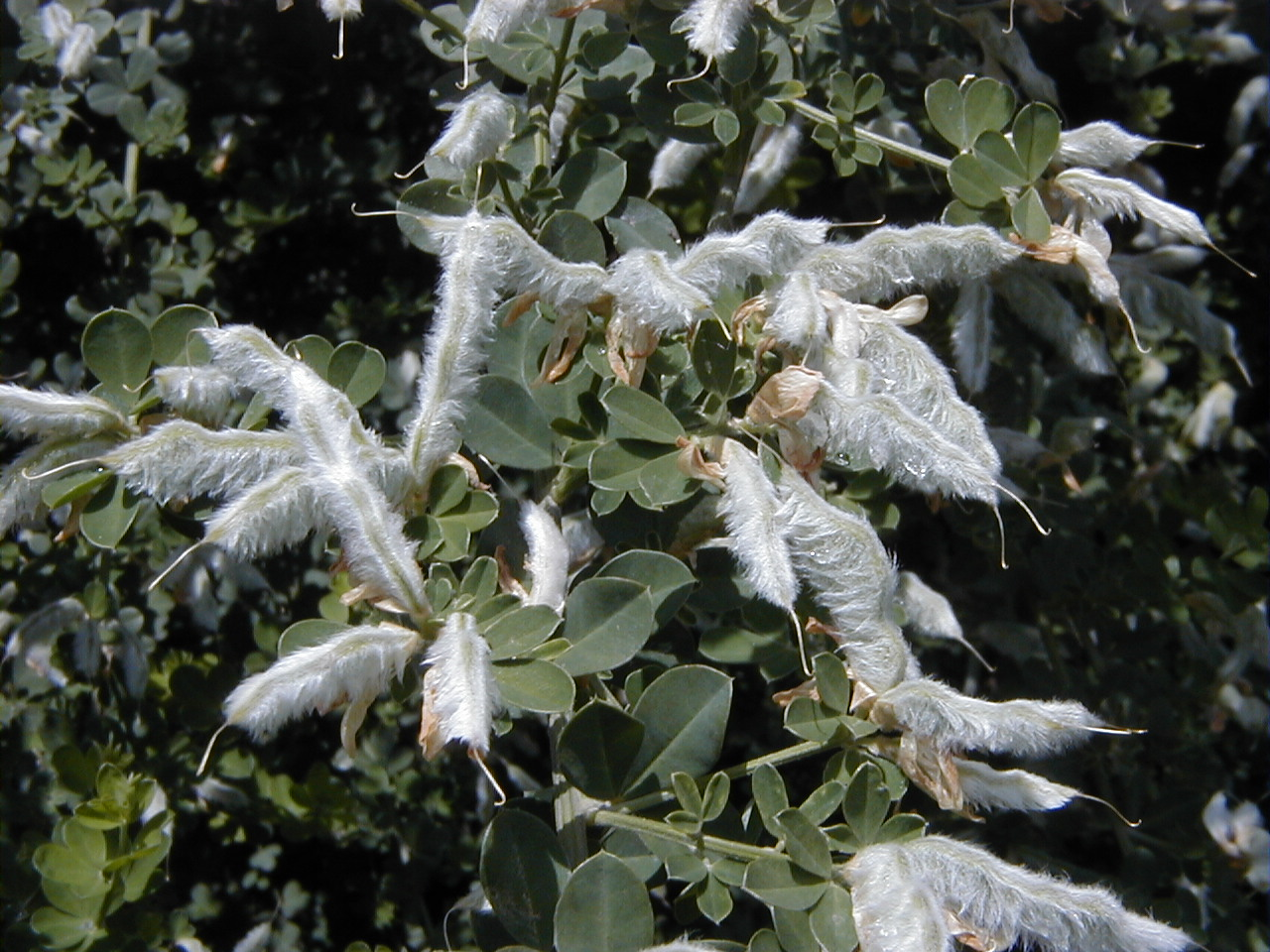
Behaarte Hülsenfrüchte von Genista monspessulana

## Ökologie
Wie viele Arten der Fabaceen geht Ginster eine Symbiose mit Knöllchenbakterien ein.
Blütenökologisch handelt es sich um Pollen-Schmetterlingsblumen mit Klapp- oder Schnellmechanismus. Es wird kein Nektar gebildet. Die Bestäubung erfolgt oft durch Bienen und Hummeln. Auch Selbstbestäubung ist gängig.
Die Ausbreitung der Samen erfolgt durch Schleuderfrüchte.

## Begriff Ginster
Einige andere Gattungen und Arten tragen auch den Wortbestandteil „-ginster“ im Namen, zum Beispiel der Binsenginster (Spartium junceum), der Besenginster (Cytisus scoparius) sowie die Stechginster (Ulex) und die Dornginster (Calicotome). Eine norddeutsche Bezeichnung für den Ginster ist Brambusch.

## Standorte
Ginster-Arten wachsen meist an nährstoffarmen Standorten. Viele Ginster-Arten sind typische Elemente der mediterranen Macchie, Garrigue und Phrygana, sowie der atlantischen Heiden in Westeuropa.

## Systematik und Verbreitung
Die Gattung Genista wurde 1753 durch Carl von Linné in Species Plantarum, Tomus II, Seite 709 aufgestellt. Typusart ist  Genista tinctoria L. Synonyme für Genista L. sind Asterocytisus (W.D.J.Koch) Schur ex Fuss, Chamaespartium Adans., Enantiosparton K.Koch, Genistella Ortega, Pterospartum (Spach) K.Koch, Teline Medik. und Rivasgodaya Esteve.
Die Gattung Genista gehört zur Tribus Genisteae in der Unterfamilie der  Schmetterlingsblütler (Faboideae) innerhalb der Familie der  Hülsenfrüchtler (Fabaceae). Der Umfang der Gattungen innerhalb der Tribus Genisteae wird kontrovers diskutiert. Bei manchen Autoren wird die Gattung Genista sehr weit gefasst. Die Gattung Genista wird in Untergattungen und Sektionen gegliedert, der Umfang der einzelnen Subtaxa wird kontrovers diskutiert.
Die Gattung Genista ist in Europa (etwa 58 Arten) bis zum südlichen Skandinavien und bis Polen sowie Russland, von Makaronesien bis Nordafrika über Westasien bis zum Kaukasusraum und Mittelasien weit verbreitet. Einige Arten sind in vielen Gebieten der Welt Neophyten.
| - Genista abchasica Sachokia: Sie kommt in Georgien vor. - Dorniger Ginster (Genista acanthoclada DC.): Es gibt zwei Unterarten: - Genista acanthoclada DC. subsp. acanthoclada: Sie kommt von Griechenland bis zur Türkei vor. - Genista acanthoclada subsp. echinus (Spach) Vierh. (Synonym: Genista echinus Spach): Sie kommt auf Inseln in der östlichen Ägäis über den asiatischen Teil der Türkei bis Libanon und Syrien vor. - Ätna-Ginster (Genista aetnensis (Raf. ex Biv.) DC.): Er kommt nur auf Sardinien sowie Sizilien vor. - Genista albida Willd. (Syn.: Genista godetii Spach): Sie kommt in Rumänien, Griechenland, im asiatischen Teil der Türkei, im Libanon und in Syrien, in der russischen Region Krasnodar und auf der Krim vor. - Genista anatolica Boiss.: Sie kommt von Bulgarien über die Türkei bis zum Libanon und Syrien vor. - Englischer Ginster (Genista anglica L.): Es gibt zwei Unterarten: - Genista anglica subsp. ancistrocarpa (Spach) Maire: Sie kommt in Marokko sowie auf der Iberischen Halbinsel vor. - Genista anglica L. subsp. anglica: Sie ist besonders im Mittelmeerraum in Marokko, auf der Iberischen Halbinsel, in Frankreich, Italien und in Belgien, in den Niederlanden, in Deutschland, Dänemark, Schweden sowie im Vereinigten Königreich verbreitet. - Genista angustifolia Schischkin: Sie kommt im nördlichen Kaukasus vor. - Genista arbusensis Vals.: Sie kommt nur auf Sardinien vor. - Genista aristata C.Presl: Sie kommt nur auf Sizilien vor. - Genista armeniaca Spach: Sie kommt in Aserbaidschan und Georgien vor. - Genista aspalathoides Lam.: Sie kommt in Algerien, Tunesien sowie auf Sizilien vor. - Genista aucheri Boiss.: Sie kommt im asiatischen Teil der Türkei vor. - Genista balearica Porta & Rigo: Sie kommt nur auf den Balearen vor. - Genista berberidea Lange: Sie kommt auf der Iberischen Halbinsel vor. - Genista burdurensis P.E.Gibbs: Sie kommt im asiatischen Teil der Türkei vor. - Genista cadasonensis Vals.: Sie kommt nur auf Sardinien vor. - Genista canariensis L.: Sie kommt nur auf den Kanaren vor. - Genista capitellata Coss.: Sie kommt in Algerien, Marokko sowie in Tunesien vor. - Genista carinalis Griseb.: Sie kommt im ehemaligen Jugoslawien, in Bulgarien, Griechenland und in der Türkei vor. - Genista carpetana Lange: Es gibt zwei Unterarten: - Genista carpetana Lange subsp. carpetana: Sie kommt nur in Spanien vor. - Genista carpetana subsp. nociva (Pau & Font Quer) C.Vicioso & M.Laínz (Syn.: Genista nociva Pau & Font Quer): Sie kommt nur in Marokko vor. - Genista cephalantha Spach: Es gibt zwei Unterarten: - Genista cephalantha Spach subsp. cephalantha: Sie kommt in Algerien sowie Marokko vor. - Genista cephalantha subsp. demnatensis (Murb.) Raynaud (Syn.: Genista demnatensis Murb.): Sie kommt nur in Marokko vor. - Genista cinerascens Lange: Sie kommt auf der Iberischen Halbinsel vor. - Aschgrauer Ginster (Genista cinerea (Vill.) DC.): Er ist im nördlichen Algerien, Tunesien, im nordwestlichen Italien, im südlichen Frankreich, in Spanien (inklusive Balearen) verbreitet. - Genista clavata Poir.: Sie kommt nur in Marokko vor. - Genista compacta Schischkin: Sie kommt nur im Nordkaukasus vor. - Korsischer Ginster (Genista corsica (Loisel.) DC.): Er kommt in Korsika und auf Sardinien vor. - Genista cupanii Guss.: Es ist ein Endemit auf Sizilien. - Genista depressa M.Bieb. (Syn.: Genista tinctoria var. decumbens Ledeb., Genista tinctoria var. depressa (M.Bieb.) P.E.Gibbs, Genista tinctoria var. depressa (M.Bieb.) Schmalh.): Sie ist im ehemaligen Jugoslawien, in Albanien, Bulgarien, Griechenland, in der Ukraine und auf der Krim verbreitet. - Genista desoleana Vals.: Sie kommt in Italien, auf Korsika und auf Sardinien vor. - Genista dorycnifolia Font Quer (Genista romanica (Prodan) Prodan): Sie ist ein Endemit auf den Balearen. - Genista ephedroides DC.: Sie kommt auf Sardinien vor. - Genista falcata Brot.: Sie kommt auf der Iberischen Halbinsel vor. - Genista fasselata Decne.: Sie kommt in Israel und auf den Inseln Zypern, Kreta, Karpathos, Kasos sowie Gavdos vor. - Genista ferox Poir.: Sie kommt in Algerien, Tunesien und auf Sardinien vor. - Genista flagellaris Sommier & Levier: Sie kommt nur in Georgien vor. - Genista florida L.: Es gibt drei Unterarten: - Genista florida L. subsp. florida (Syn.: Genista polygalifolia DC.): Sie kommt von der Iberischen Halbinsel bis Marokko vor. - Genista florida subsp. leptoclada (Spach) Cout. (Syn.: Genista leptoclada Spach): Sie kommt auf der Iberischen Halbinsel vor. - Genista florida subsp. polygaliphylla (Brot.) Cout. (Syn.: Genista polygaliphylla Brot.): Sie kommt von der Iberischen Halbinsel bis Frankreich vor. - Genista fukarekiana Micevski & E.Mayer: Sie kommt im ehemaligen Jugoslawien vor. - Genista gasparrinii (Guss.) C.Presl: Es ist ein Endemit auf Sizilien. - Deutscher Ginster (Genista germanica L., Syn.: Genista heterocantha Schloss. & Vuk., Genista spinosa Gilib.): Sie ist in Europa von Frankreich (einschließliche Korsika), über Belgien, die Niederlande, Deutschland, Dänemark, Schweden, in der Schweiz, im nördlichen Italien, Österreich, in der ehemaligen Tschechoslowakei, im ehemaligen Jugoslawien, Ungarn, Bulgarien, Rumänien, Polen, Belarus, Estland, Lettland, Litauen, dem europäischen Teil Russlands bis zur Ukraine weitverbreitet. - Genista haenseleri Boiss.: Sie kommt nur in Spanien vor. - Genista halacsyi Heldr.: Sie kommt nur in Griechenland vor. - Genista hassertiana (Bald.) Buchegger: Sie kommt im ehemaligen Jugoslawien, in Albanien und Griechenland vor. - Genista hillebrandtii H.Christ: Sie kommt auf den Kanarischen Inseln vor. - Genista hirsuta Vahl (Syn.: Genista lanuginosa Spach): Es gibt zwei Unterarten: - Genista hirsuta subsp. erioclada (Spach) Raynaud (Syn.: Genista erioclada Spach, Genista erioclada subsp. atlantica (Spach) Maire): Sie kommt in Algerien sowie Marokko vor. - Genista hirsuta Vahl subsp. hirsuta: Sie kommt auf der Iberischen Halbinsel und auf den Balearen vor. - Genista hispanica L.: Es gibt zwei Unterarten: - Genista hispanica L. subsp. hispanica (Syn.: Genista hispanica var. villosa Willk.): Sie kommt in Spanien und Frankreich vor. - Genista hispanica subsp. occidentalis Rouy (Syn.: Genista occidentalis (Rouy) H.J.Coste): Sie kommt in Spanien und Frankreich vor. - Genista holopetala (W.D.J.Koch) Bald.: Sie kommt im ehemaligen Jugoslawien und in Italien vor. - Genista humifusa L. (Syn.: Genista lipskyi Novopokr. & Schischk., Genista sachokiana A.I.Kuth.): Diese seltene Art kommt im Kaukasusraum vor. - Genista hystrix Lange (Syn.: Genista polyanthos subsp. hystrix (Lange) Franco): Es gibt zwei Unterarten: - Genista hystrix Lange subsp. hystrix: Sie kommt auf der Iberischen Halbinsel vor. - Genista hystrix subsp. legionensis (Pau) P.E.Gibbs (Syn.: Genista aspalathoides var. legionensis Pau, Genista legionensis (Pau) M.Laínz): Sie kommt nur in Spanien vor. - Genista ifniensis Caball. (Syn.: Genista ferox subsp. microphylla (Ball) Font Quer): Sie kommt in Marokko vor. - Genista involucrata Spach: Sie kommt in der Türkei vor. - Genista januensis Viv. (Syn.: Genista scariosa Viv., Genista triangularis Willd., Genista lydia var. spathulata (Spach) Hayek): Sie kommt in Italien, im ehemaligen Jugoslawien, in Bulgarien, Rumänien, Albanien und Griechenland vor. - Genista juzepczukii Tzvelev: Sie kommt nur im Westkaukasus und auf der Krim vor. - Genista kolakowskyi Sachokia: Sie kommt nur in Georgien vor. - Genista libanotica Boiss.: Sie kommt in der Türkei und im Libanon vor. - Genista linifolia L.: Je nach Autor gibt es etwa vier Unterarten: - Genista linifolia L. subsp. linifolia: Sie kommt in Algerien, Marokko, in Spanien einschließlich der Balearen, in Frankreich und vielleicht in Italien vor. Sie ist in Australien ein invasive Pflanze. - Genista linifolia subsp. gomerae P.E.Gibbs & Dingwall: Sie kommt auf den Kanarischen Inseln vor. - Genista linifolia subsp. pallida (Poir.) Hanelt (Syn.: Genista splendens Webb & Berthel.): Sie kommt auf den Kanarischen Inseln vor. - Genista linifolia subsp. teneriffae P.E.Gibbs & Dingwall: Sie kommt auf den Kanarischen Inseln vor. - Genista lobelii DC.: Es gibt zwei Unterarten: - Genista lobelii DC. subsp. lobelii (Syn.: Genista aspalathoides subsp. erinaceoides (Loisel.) Maire): Sie kommt nur in Frankreich vor. - Genista lobelii subsp. longipes (Pau) Heywood (Syn.: Genista longipes Pau): Sie kommt in Marokko und in Spanien vor. - Genista lucida Cambess.: Sie kommt in Spanien einschließlich der Balearen vor. - Genista lydia Boiss. (Syn.: Genista rhodopea Velen., Genista rumelica Velen.): Sie kommt im ehemaligen Jugoslawien, in Bulgarien, Griechenland, in der Türkei und von Syrien bis zum Libanon vor. - Genista maderensis (Webb & Berthel.) Lowe: Es ist ein Endemit auf Madeira. - Genista majorica Cantó & M.J.Sánchez (Syn.: Genista cinerea subsp. leptoclada (Willk.) O.Bolòs & Molin.): Es ist ein Endemit auf den Balearen. - Genista melia Boiss.: Sie kommt in Griechenland vor. - Genista michelii Spach: Sie kommt in Italien vor. - Genista micrantha Ortega (Syn.: Genista broteroi Poir. nom. illeg.): Sie kommt auf der Iberischen Halbinsel vor. - Genista microcephala Coss. & Durieu: Sie kommt in Algerien sowie Tunesien vor. - Genista microphylla DC.: Es ist ein Endemit auf den Kanarischen Inseln. - Genista millii Boiss. (Syn.: Genista pontica (Zelen.) Juz.): Sie kommt in Griechenland und in der Ukraine sowie auf der Krim vor. - Genista mingrelica Albov: Sie kommt in Aserbaidschan, Armenien sowie Georgien vor. - Montpellier-Ginster (Genista monspessulana (L.) L.A.S.Johnson, Syn.: Genista candicans L.): Er ist im Mittelmeerraum und in Westasien verbreitet. - Genista morisii Colla: Es ist ein Endemit auf Sardinien. - Genista mugronensis Vierh. (Syn.: Genista pumila subsp. mugronensis (Vierh.) Rivas Mart.): Sie kommt in Spanien vor. - Genista nissana Petrovič: Sie kommt im ehemaligen Jugoslawien vor. - Genista numidica Spach: Die vier Unterarten kommen nur in Algerien vor: - Genista numidica Spach subsp. numidica - Genista numidica subsp. filiramea (Pomel) Batt. (Syn.: Genista ischnoclada Pomel) - Genista numidica subsp. ischnoclada (Pomel) Batt. (Syn.: Genista ischnoclada Pomel) - Genista numidica subsp. sarotes (Pomel) Batt. (Syn.: Genista sarotes Pomel) - Genista obtusiramea Spach: Sie kommt auf der Iberischen Halbinsel vor. - Genista osmariensis Coss.: Sie kommt in Marokko vor. - Genista oxycedrina Pomel: Sie kommt in Marokko vor. - Genista paivae Lowe: Es ist ein Endemit auf Madeira. - Genista parnassica Halácsy: Sie kommt in Griechenland einschließlich der Inseln der Ägäis vor. - Behaarter Ginster oder Heide-Ginster (Genista pilosa L., Genista decumbens (Durande) Willd., Genista repens Lam.): Er ist in Europa verbreitet. - Genista polyanthos Willk.: Sie kommt auf der Iberischen Halbinsel vor. - Genista pseudopilosa Coss.: Sie kommt in Algerien, Marokko und Spanien vor. - Genista pulchella Vis. (Syn.: Genista villarsii Clementi): Sie kommt in Frankreich, Albanien und im ehemaligen Jugoslawien vor. - Genista quadriflora Munby: Sie kommt in Algerien und Marokko vor. - Kugel-Ginster oder Strahlen-Ginster (Genista radiata (L.) Scop.): Er ist in Frankreich, Österreich, in der Schweiz, Italien, im ehemaligen Jugoslawien, Albanien, Griechenland und Rumänien verbreitet. - Genista ramosissima (Desf.) Poir. (Syn.: Genista cinerea subsp. ramosissima (Desf.) Quézel & Santa): Sie kommt in Algerien, Marokko und Spanien vor. - Gewöhnlicher Flügelginster (Genista sagittalis L., Syn.: Genista delphinensis Verl., Genistella sagittalis (L.) Gams): Diese gefährdete Art ist in Europa weitverbreitet. - Genista sakellariadis Boiss. & Orph.: Sie kommt in Griechenland vor. - Salzmanns Ginster (Genista salzmannii DC.): Sie kommt in Italien, auf Korsika und Sardinien vor. - Genista sanabrensis Valdés Berm. & al.: Sie kommt in Spanien vor. - Genista sandrasica Hartvig & Strid: Sie kommt in der Türkei vor. - Genista sardoa Vals. (Syn.: Genista acanthoclada subsp. sardoa Vals.): Es ist ein Endemit auf Sardinien. - Genista scorpius (L.) DC.: Es gibt drei Unterarten: - Genista scorpius (L.) DC. subsp. scorpius: Sie kommt in Frankreich und Spanien vor. - Genista scorpius subsp. intermedia Emb. & Maire: Sie kommt nur in Marokko vor. - Genista scorpius subsp. myriantha (Ball) Maire (Syn.: Genista myriantha Ball): Sie kommt nur in Marokko vor. - Genista scythica Pacz.: Sie kommt im südlichen Russland, in der Ukraine und auf der Krim vor. - Genista segonnei (Maire) P.E.Gibbs: Sie kommt nur in Marokko vor. - Genista sericea Wulfen: Sie kommt in Italien, im früheren Jugoslawien, Albanien und Griechenland vor. - Genista sessilifolia DC. (Syn.: Genista trifoliolata Janka): Sie kommt im früheren Jugoslawien, in Bulgarien, Griechenland und in der Türkei vor. - Genista ×spachiana Webb (Syn.: Genista fragrans hort.): Sie ist nur aus Kultur bekannt und es sind einige Arten an der Entstehung dieser Hybride beteiligt. - Binsenblättriger Ginster (Genista spartioides Spach) (Syn.: Genista retamoides Coss.): Es gibt zwei Unterarten: - Genista spartioides Spach subsp. spartioides (Syn.: Genista spartioides subsp. retamoides (Spach) Maire): Sie kommt in Algerien und Spanien vor. - Genista spartioides subsp. pseudoretamoides Maire: Sie kommt in Algerien und Marokko vor. - Genista spinulosa Pomel: Von ihr ist nur wenig bekannt und sie kommt wohl nur in Algerien vor. - Genista stenopetala Webb & Berthel.: Sie kommt auf den Kanarischen Inseln vor. - Genista suanica Schischk. ex Grossh. (Syn.: Genista adzharica Popov, Genista glaberrima Novopokr.): Diese seltene Art ist ein Endemit in Georgien. - Genista subcapitata Pančić: Sie kommt im früheren Jugoslawien, in Bulgarien, Albanien und in Griechenland vor. - Genista sulcitana Vals.: Sie kommt nur auf Sardinien vor. - Genista sylvestris Scop.: Je nach Autor gibt es einige Varietäten oder Unterarten: - Genista sylvestris subsp. dalmatica (Bartl.) H.Lindb. (Syn.: Genista dalmatica Bartl., Genista sylvestris var. dalmatica (Bartl.) H.Lindb.): Sie kommt im früheren Jugoslawien und in Albanien vor. - Genista sylvestris Scop. subsp. sylvestris: Sie kommt in Italien, im früheren Jugoslawien und in Albanien vor. - Genista taurica Dubovik: Dieser Endemit kommt nur auf der Krim vor. - Genista tejedensis (Porto & Rigo) C.Vicioso: Sie kommt nur in Spanien vor. - Weicher-Ginster (Genista tenera (Jacq.) Kuntze, Syn.: Genista virgata Link): Er ist ein Endemit auf Madeira. Er wird als Zierpflanze verwendet. - Genista teretifolia Willk.: Sie kommt nur in Spanien vor. - Genista tetragona Besser: Diese gefährdete Art ist ein Endemit des Dnister-Beckens in Moldawien sowie in der südlichen Ukraine. - Genista thyrrena Vals.: Sie kommt in Italien einschließlich Sizilien vor. - Färber-Ginster (Genista tinctoria L., Syn.: Genista patula M.Bieb., Genista tinctoria var. elata (Wender.) Asch. & Graebn.) (Syn.: Genista alpestris Bertol., Genista anxantica Ten., Genista borysthenica Kotov, Genista campestris Janka, Genista donetzica Kotov, Genista elata Wender., Genista elatior W.D.J.Koch, Genista humilis Ten., Genista hungarica A.Kern., Genista lasiocarpa Spach, Genista mantica Pollini, Genista marginata Besser, Genista mayeri Janka, Genista oligosperma (Andrae) Simonk., Genista ovata Waldst. & Kit., Genista patula M.Bieb., Genista perreymondii Loisel., Genista ptilophylla Spach, Genista pubescens Láng, Genista rupestris Schur, Genista sibirica L., Genista tanaitica P.A.Smirn., Genista tenuifolia Loisel., Genista virgata Willd., Genista tinctoria subsp. oligosperma Andrae, Genista tinctoria var. campestris (Janka) Morariu, Genista tinctoria var. oligosperma Andrae): Es gibt je nach Autor einige Varietäten oder Unterarten, dies wird kontrovers diskutiert. Er ist in Eurasien weit verbreitet und wurde als Färberpflanze angebaut. - Genista toluensis Vals.: Sie kommt nur auf Sardinien vor. - Genista tournefortii Spach (Syn.: Genista decipiens Spach, Genista welwitschii Spach): Sie kommt auf der Iberischen Halbinsel sowie in Marokko vor. - Genista transcaucasica Schischk. (Syn.: Genista dracunculoides Spach): Sie kommt in Aserbaidschan, Armenien sowie Georgien vor. - Genista triacanthos Brot. (Syn.: Genista scorpioides Spach, Genista winkleri Lange): Es gibt zwei Unterarten: - Genista triacanthos Brot. subsp. triacanthos: Sie kommt auf der Iberischen Halbinsel, nördlichen Algerien sowie in Marokko vor. - Genista triacanthos subsp. vepres (Pomel) P.E.Gibbs (Syn.: Genista vepres Pomel): Sie kommt nur in Algerien vor. - Genista tricuspidata Desf.: Es gibt Unterarten: - Genista tricuspidata subsp. duriaei (Spach) Batt.: Sie kommt in Algerien, Tunesien sowie Marokko vor. - Genista tricuspidata Desf. subsp. tricuspidata - Genista tridens (Cav.) DC. (Syn.: Genista gibraltarica DC.): Sie kommt in Spanien sowie Marokko vor. - Genista tridentata L. (Syn.: Genista tridentata subsp. riphaea (Pau & Font Quer) Greuter): Es gibt mehrere Unterarten (Auswahl): - Genista tridentata L. subsp. tridentata: Sie kommt auf der Iberischen Halbinsel vor. - Genista tridentata subsp. cantabrica (Spach) Nyman (Syn.: Genista cantabrica Spach): Sie kommt nur in Spanien vor. - Genista tridentata subsp. lasiantha (Spach) Greuter (Syn.: Genista lasiantha Spach): Sie kommt in Spanien sowie Marokko vor. - Genista tridentata subsp. stenoptera (Spach) Nyman (Syn.: Genista stenoptera Spach): Sie kommt nur in Spanien vor. - Genista ulicina Spach: Sie kommt in Algerien, Tunesien sowie Marokko vor. - Genista umbellata (L’Hér.) Poir.: Es gibt zwei Unterarten: - Genista umbellata (L’Hér.) Poir. subsp. umbellata: Sie kommt im südlichen Spanien, nördlichen Algerien sowie Marokko vor. - Genista umbellata subsp. equisetiformis (Spach) Rivas Goday & Rivas Mart. (Syn.: Genista equisetiformis Spach): Sie kommt nur in Spanien vor. - Genista valentina (Spreng.) Steud. (Syn.: Genista oretana Willk., Genista cinerea subsp. valentina (Spreng.) Rivas Mart.): Sie kommt nur in Spanien vor. - Genista verae Juz.: Sie kommt nur auf der Krim vor. - Genista versicolor Boiss.: Die beiden Unterarten kommen nur in Spanien vor: - Genista versicolor Boiss. subsp. versicolor - Genista versicolor subsp. pumila (Hervier) Fern. Casas (Syn.: Genista baetica var. pumila Hervier, Genista pumila (Hervier) Vierh.) |

## Gefährdung
Einige Genista-Arten sind in der Roten Liste der gefährdeten Arten der IUCN gelistet: Genista ancistrocarpa (Status: Endangered = stark gefährdet), Genista angustifolia (es liegen keine ausreichenden Daten vor), Genista benehoavensis (Status: Vulnerable = gefährdet), Genista dorycnifolia (es liegen keine ausreichenden Daten vor), Genista fasselata (Status: Least Concern = nicht gefährdet), Genista ferox (Status: Least Concern = nicht gefährdet), Genista holopetala (es liegen keine ausreichenden Daten vor), Genista maderensis (Status: Least Concern = nicht gefährdet), Genista parnassica (es liegen keine ausreichenden Daten vor), Genista pseudopilosa (Status: Least Concern = nicht gefährdet), Genista sagittalis (Status: Least Concern = nicht gefährdet), Genista tenera (Status: Least Concern), Genista tetragona (Status: Vulnerable = gefährdet).

## Nutzung
Die Sorten einiger Arten, beispielsweise Genista aetnensis, Genista falcata, Genista hispanica, Genista horrida, Genista lydia, Genista linifolia, Genista monspessulana, Genista pilosa, Genista stenopetala, Genista tenera, Genista tinctoria, werden als Zierpflanzen genutzt. Sie werden beispielsweise als Bodendecker und niedrige Hecken verwendet. Es gibt auch einige Hybriden, beispielsweise Genista ×spachiana.
Der Färber-Ginster (Genista tinctoria) wurde als Färberpflanze angebaut. Der gelbe Farbstoff aus den Blüten wurde mit dem blauen Farbstoff aus dem Färberwaid gemischt, um die grüne Textilie
„Kendal green“ zu produzieren. Auch Genista germanica wurde zum Färben verwendet.
Neben Genista tinctoria wurden auch andere Genista-Arten verwendet, um daraus Fasern zu gewinnen.
Auslaugungen von Ginsterblättern in Essig wurden früher zur Behandlung des Hexenschusses verwendet. Die medizinische Wirkung einiger Genista-Arten, beispielsweise Genista germanica, Genista hispanica wurde untersucht.
Aus den Blüten einiger Genista-Arten werden essentielle Öle zur Parfum-Herstellung gewonnen. Es wird von der Verwendung von Genista-Arten als Kaffee-Substitut und Gewürz berichtet. Die Blütenknospen von Genista tinctoria werden eingelegt und als Kapern-Ersatz verwendet.
Der Kanarische Ginster, der in Mitteleuropa den Umweltbedingungen nicht standhält und in wärmeren Gebieten anzutreffen ist, wird psychoaktiv genutzt, ebenso wie weitere Arten, die jedoch im Gegensatz zum Kanarischen Ginster Vergiftungserscheinungen wie Kopfschmerz auslösen können. Aus den Blüten wird Tee oder wässriger Auszug hergestellt, der die Stimmung hebt und die Farbwahrnehmung leicht verändert. Ginster ist eine recht schwache Droge, die in größeren Mengen konsumiert werden muss. Kanarischer Ginster wird auch als Joint geraucht, es sind für eine Wirkung jedoch mehrere Joints nötig.

## Trivia
- Bei dem Strauch, unter den sich der biblische Prophet Elija in seiner Verzweiflung zum Schlafen legte (1. Könige 19,5 LUT), handelte es sich um Retama roetam, eine Ginsterart, wie sie im Nahen Osten vorkommt. Martin Luther hatte das hebräische ROTEM fälschlicherweise mit Wacholder übersetzt, was bis einschließlich der Revision der Luther-Bibel von 1984 beibehalten wurde. Erst die revidierte Ausgabe von 2017 hat den Wacholder durch Ginster ersetzt.[23] Demgegenüber nannte die deutsche Bibelübersetzung von Ludwig Philippson bereits 1848 die Pflanzengattung Ginsterstrauch.[24]

- Die französisch-englische Herrscherdynastie der Plantagenêts führt ihren Namen auf eine Angewohnheit des französischen Herzogs Gottfried von Anjou (1113–1151) zurück. Dieser schmückte seinen Hut oder Helm stets mit einem Ginsterzweig (franz.: plante genêt). Seine Zeitgenossen nannten ihn deshalb auch Plantagent und übertrugen diese Bezeichnung auf seine Nachkommen, darunter den englischen König Richard Löwenherz oder Mathilde Plantagenêt, die mit dem bayrischen und sächsischen Herzog Heinrich dem Löwen verheiratet war.[25]